# Копеечник
Копе́ечник (лат. Hedýsarum) — род растений семейства Бобовые (Fabaceae).
Копеечниками эти растения называют за форму округло-эллиптических плоскосжатых бобов, перетянутых поперёк, состоящих из нескольких плоских члеников в форме русской копейки.

## Ботаническое описание

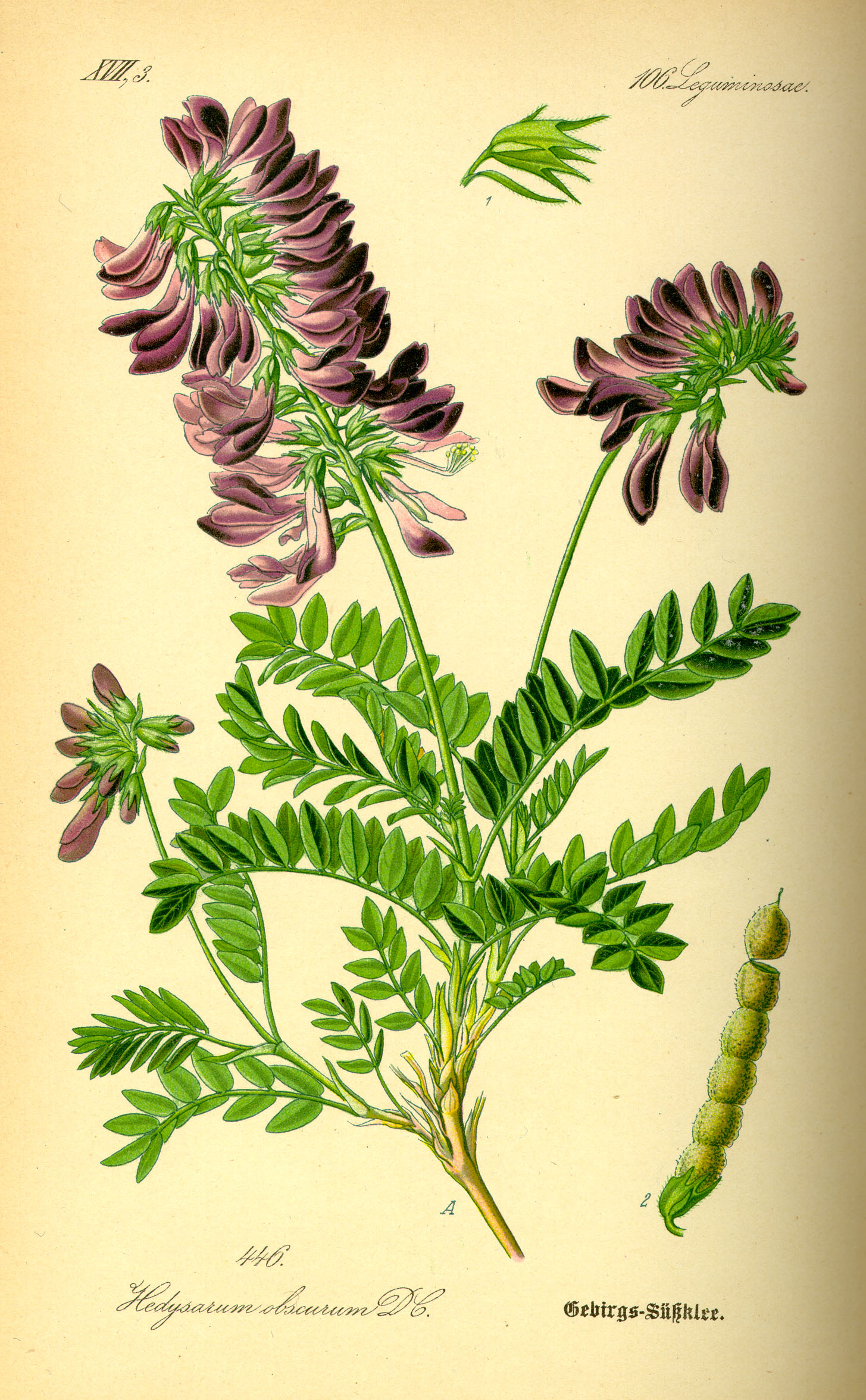
Копеечник копеечниковый.

Копеечники — многолетние травы, реже невысокие кустарники или полукустарники.
Стебли нередко сильно развитые, ветвящиеся, иногда же совершенно неразвитые, и цветочная стрелка выходит из укороченных побегов, развивающихся у шейки корневища.
Листья непарноперистые, обыкновенно 5—9-парные, реже 1—3-парные или даже состоящие всего лишь из одного непарного листочка.
Цветки в более-менее густых кистях. Чашечка колокольчатая, зубцы её обыкновенно длиннее трубки. Венчик превышает чашечку. Флаг чаще превышает лодочку, иногда короче её. Крылья немного или же в два — четыре раза короче лодочки, реже длиннее её. Завязь о четырёх — восьми семяпочках.
Бобы членистые, причём иногда часть семяпочек не развивается и боб состоит из одного — трёх члеников. Членики боба плоско-сжатые или слегка выпуклые, гладкие, голые или чаще опушённые, сетчатые или же с поперечными рёбрышками, часто усажены короткими или более длинными щетинками.

## Распространение и экология
Род содержит свыше 150 видов растений, произрастающих в основном в более прохладных районах мира.
На территории бывшего СССР насчитывается 126 видов этого рода. Все они травянистые многолетние растения со стержневым деревянистым корнем. Подавляющее их число находится в Средней Азии. На Дальнем Востоке встречается 8 видов, в Западной Сибири ― 13 видов, на Алтае ― 8 видов, на склонах Южного Урала - 2 вида, на Сахалине и Курилах ― 1 вид Hedysarum sachalinense.
Обитают на лугах, в степях, лесах и тундрах, в долинах рек и на склонах гор, включая высокогорья.

## Практическое использование
Копеечники ― хорошие кормовые, медоносные, декоративные травы.
Среди представителей рода Копеечник имеется значительное количество видов, представляющих серьёзное значение в качестве кормовых: такими можно считать большинство крупных малоопушённых видов (например, Копеечник южносибирский (Hedysarum austrosibiricum), Копеечник забытый (Hedysarum neglectum), Копеечник альпийский (Hedysarum alpinum)):259.
Копеечник венечный (Hedysarum coronarium) в Средиземноморье возделывают на зелёный корм, сено, силос и как пастбищное растение.
Копеечник забытый, или медвежий корень, и копеечник чайный, или красный корень, применяются в народной медицине Сибири и Алтая.
Сложный химический состав и широкое применение в народной медицине, большие запасы сырья позволяют рекомендовать копеечники как ценное для медико-биологических исследований растение.
Корневище копеечника горошковидного (Hedysarum vicioides) и копеечника сахалинского (Hedysarum sachalinense), сваренное в молоке, употребляется в пищу:259.
Некоторые виды заслуживают разведения в садах в качестве красивоцветущих декоративных: сюда относятся некоторые из крупных видов, например, Копеечник южносибирский и близкие к нему, а также невысокие, бесстебельные, серебристо-опушённые виды: Копеечник крупноцветный (Hedysarum grandiflorum), Копеечник Федченко (Hedysarum fedtschenkoanum) и другие:259.
Медоносные пчёлы собирают с цветков различных видов копеечника нектар — густой, тягучий, с высоким содержанием сахара.

## Таксономия

### Синонимы
В синонимику рода входят следующие названия:
- Corethrodendron Fisch. & Basiner
- Stracheya Benth.
- Sulla Medik.
- Taverniera DC.[5]

### Виды
По информации базы данных The Plant List, род включает 201 вид/ Некоторые из них:
- Hedysarum alpinum L. — Копеечник альпийский, или Копеечник сибирский[7] — европейская часть России, Сибирь, Алтай, Дальний Восток, Северная Монголия, Северный Китай, Северная часть Корейского полуострова
- Hedysarum austrosibiricum B.Fedtsch. — Копеечник южносибирский[8] — эндемик Сибири и Алтая.
- Hedysarum biebersteinii Chrtkova — Копеечник Биберштейна[9] — Кавказ, нижнее течение Дона.
- Hedysarum boreale Nutt. — Копеечник северный
- Hedysarum candidum M.Bieb. — Копеечник седоватый[10] — черноморское побережье Краснодарского края и Крым. Занесён в Красную книгу России.
- Hedysarum caucasicum M.Bieb. — Копеечник кавказский
- Hedysarum coronarium L. typus[11] — Копеечник корончатый, или Копеечник венковый, или Копеечник венечный, или Сулла, или Испанский эспарцет[2][9][12]
- Hedysarum ferganense Korsh. — Копеечник ферганский
- Hedysarum flavescens Regel & Schmalh. — Копеечник желтоватый
- Hedysarum flexuosum L. — Копеечник изгибистый
- Hedysarum fruticosum Pall. — Копеечник кустарниковый[13] — Сибирь, Монголия, Северный Китай.
- Hedysarum gmelinii Ledeb. — Копеечник Гмелина[13] — Сибирь, Алтай, юго-восток восточной Европы, Средняя Азия, Монголия.
- Hedysarum grandiflorum Pall. — Копеечник крупноцветковый[14] — Украина, Восточная Европа, Урал, Поволжье. Занесён в Красную книгу России.
- Hedysarum hedysaroides (L.) Schinz & Thell. — Копеечник копеечниковый[9] — северное полушарие.
- Hedysarum ibericum M.Bieb. — Копеечник иберийский
- Hedysarum inundatum Turcz. — Копеечник затопляемый[13] — Сибирь, Дальний Восток, Монголия.
- Hedysarum multijugum Maxim. — Копеечник многолисточковый[15] — центральноазиатские горы.
- Hedysarum neglectum Ledeb. — Копеечник забытый, или Медвежий корень[16]
- Hedysarum sangilense Krasnob. & Timokhina — Копеечник сангиленский[13] — Тува, Северная Монголия.
- Hedysarum scoparium Fisch. & C.A.Mey. — Копеечник прутьевидный
- Hedysarum tauricum Pall. ex Willd. — Копеечник крымский[15] — Крым, Кавказ и Балканы.
- Hedysarum turczaninovii Peschkova — Копеечник Турчанинова[13] — юг Приенисейской Сибири (Саяны), локально в Кемеровской и Иркутской областях.
- Hedysarum vicioides Turcz. — Копеечник горошковидный

## Название
Латинское научное название дано К. Линнеем от др.-греч. ἡδύς и ἄρωμα (буквально — приятно пахнущий) за пахучесть некоторых видов:259.
Другие русские названия — бадуй, гедизар, денежник, сардана.